# アディオス・ノニーノ
『アディオス・ノニーノ』（Adiós Nonino）は、アルゼンチンの作曲家、バンドネオン奏者アストル・ピアソラ（1921年 - 1992年）の初期の作品である。

## 作曲の経緯
1958年、ピアソラはそれまでの活動にマンネリを感じ、ブエノスアイレスを出てニューヨークに移住した。しかし、約束された仕事はなく、活動はまったく期待外れだった。経済的に困窮したピアソラは、食べるためにナイトクラブでタンゴダンスショーの伴奏をしていた。
1959年10月、ファン・カルロス・コーペス舞踏団とともにプエルトリコ巡業中、父親ビセンテ（愛称ノニーノ）が故郷で亡くなった知らせを受けた。しかし、ピアソラにはアルゼンチンに帰る旅費がなかった。ニューヨークに戻り、失意のなかで亡き父に捧げて作曲したのが「アディオス・ノニーノ」である。

## 演奏・編曲
「アディオス・ノニーノ」には、さまざまな編曲による演奏が残されている。初録音は、キンテート（五重奏団）によるスタジオ録音（1961年）で、かなりオーソドックスな演奏である。その後1969年に、ピアノのカデンツァをフィーチャーしたキンテート用の編曲が発表された。他にも、さまざまな編成のための編曲がみられる。1980年代のものは、1969年の編曲をもとに、カデンツァ部分をシーグレル（ピアノ）用に書き直したものと言われている。
ステージでの即興演奏を好んだアストル・ピアソラは、アルゼンチン・タンゴの演奏家としては珍しくライヴ・レコーディングや映像を多く残している。
- 「ライヴ・イン・トーキョー」（1982年録音）
  - 「アディオス・ノニーノ」「ブエノスアイレスの冬」「ラ・クンパルシータ」（歌：藤沢嵐子）などを含む16曲。
- 「ライヴ・イン・ウィーン」（1983年録音）
  - 「アディオス・ノニーノ」「ブエノスアイレスの夏」「リベルタンゴ」などを含む8曲。

- メンバーは、いずれも次のとおり。
  - バンドネオン：アストル・ピアソラ
  - ヴァイオリン：フェルナンド・スアレス・パス
  - ピアノ：パブロ・シーグレル
  - エレキ・ギター：オスカル・ロペス・ルイス
  - コントラバス：エクトル・コンソーレ